# Velykyi Kuialnyk
Velykyi Kuialnyk (tiếng Ukraina: Великий Куяльник hay Малий Хаджибей), hoặc Bolshoy Kuyalnik (tiếng Nga: Большой Куяльник) là một sông chảy qua các huyện Podilsk và Berezivka của tỉnh Odesa tại Ukraina. Cửa sông là vịnh cửa sông Kuialnyk thuộc biển Đen. Chiều dài của sông là 150 kilômét (93 mi), và diện tích lưu vực sông là 1.860 kilômét vuông (720 dặm vuông Anh).

## Mô tả
Thung lũng sông Velykyi Kuialnyk rộng 3,5 km, sâu ở vùng trung lưu và hạ lưu, có độ dốc lớn, bị cắt xẻ bởi các rãnh núi và suối cạn. Vùng bãi bồi rộng 1 km. Dòng chảy quanh co, rộng 5m, có lúc cạn nước, bị đóng băng trong mùa đông lạnh giá. Độ dốc của sông là 0,7 m/km. Một số lượng lớn các ao đã được xây dựng, do đó lưu lượng nước vào vịnh cửa sông Kuialnyk bị giảm, dẫn đến việc nó dần cạn kiệt. Nguồn nước của sông ngoài đến từ tuyết tan, còn đến từ những con suối phụ lưu. Dòng chảy sông được điều tiết trên một đoạn dài.

## Vị trí
Velikyi Kuialnyk bắt nguồn từ sườn đông nam của cao nguyên Podolia, ở phía đông nam của thành phố Podilsk. Sông chảy chủ yếu về phía đông nam, đến vùng thấp hơn ở phía nam. Sông chảy vào vịnh cửa sông Kuialnyk ở phía nam làng Severynivka. Vịnh cửa sông được ngăn cách với Biển Đen bằng một dải cát. Trên vùng vịnh cửa sông, có khu nghỉ dưỡng Kuialnik
Các khu định cư Shiryaeve, Ivanivka, làng Petrovirivka và nhiều làng khác nằm ven sông.

## Phụ lưu
Khoảng 40 dòng chảy nhỏ với tổng chiều dài khoảng 280 km chảy vào sông Velykyi Kuialnik. Các phụ lưu chính là Suha Zhurivka, Silivka, Koshkova (ở bên tả).

## Lịch sử

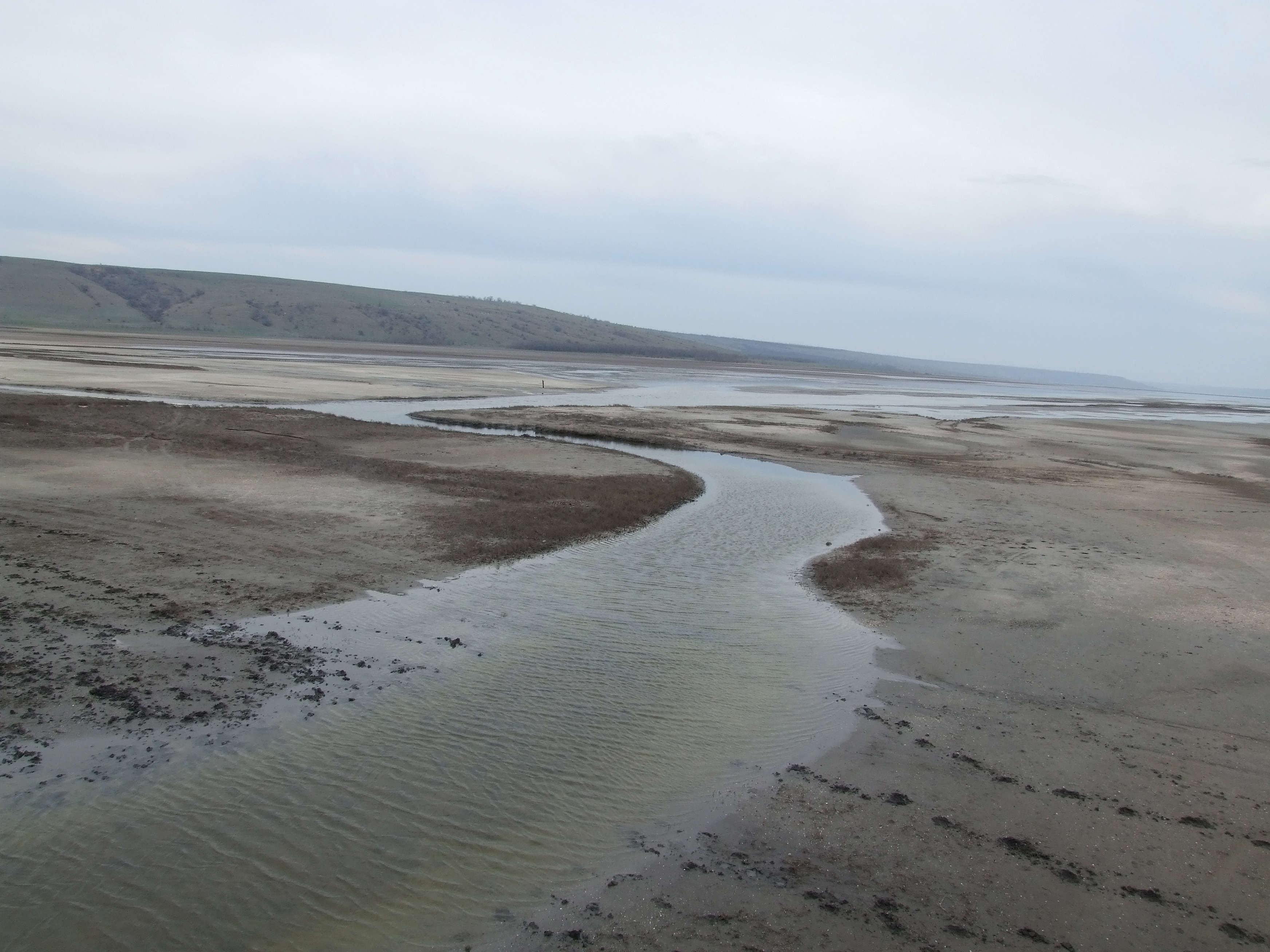
sông Velykyi Kuialnyk đổ vào vịnh cửa sông Kuialnyk năm 2008

Theo mô tả của Herodotus, khí hậu của khu vực phía bắc biển Đen hơn 2.000 năm trước ẩm ướt hơn nhiều so với ngày nay. Vào thời điểm đó, Velikyi Kuialnik là một con sông đầy nước. Dấu tích của một khu định cư Hy Lạp từ thế kỷ III-IV TCN được tìm thấy ở cửa sông. Ngoài ra, còn có một số gò mộ của người Scythia. Theo thời gian, cửa sông này biến thành một vịnh của biển Đen, ngăn cách với biển qua một dải cát do cát biển và sông bồi lấp. Sự tách biệt diễn ra vào khoảng thế kỷ 14. Sau sự kiện này, vịnh cửa sông Kuialnyk được hình thành.
Trong quá khứ, tàu thuyền có thể qua lại trên sông Velykyi Kuialnyk, và nó cùng với sông Dniester được sử dụng để vận chuyển hàng hóa đến biển Đen, nếu muốn tránh các ghềnh thác trên sông Dnepr. Năm 2007-2008, những người khai thác cát trái phép từng xây một đập nước tại cửa sông Velykyi Kuialnyk, do đó sông không đổ ra biển nữa. Đập này không bị phá hủy, khiến cho vịnh cửa sông bị khô cạn.